# De 39 stegen (roman)
De 39 stegen är en äventyrsroman av John Buchan som utkom 1915. Den anses vara stilbildande för sin genre och har filmatiserats åtskilliga gånger. Bland annat är den förlaga till Alfred Hitchcocks film med samma titel från 1935.
Romanen utspelar sig strax före första världskrigets utbrott och handlar om hur en vanlig engelsman, Richard Hannay, blir indragen i en dramatisk historia med tyska spioner och brittisk polis efter att han hittat en död man som efterlämnat en anteckningsbok med ett meddelande i chiffer.
År 2014 utsåg The Guardian De 39 stegen till en av de hundra bästa engelskspråkiga romanerna genom tiderna.